# Diosaccus rebeus
Diosaccus rebeus är en kräftdjursart. Diosaccus rebeus ingår i släktet Diosaccus och familjen Diosaccidae. Inga underarter finns listade i Catalogue of Life.